# Sciara (chi ruồi)
Sciara là chi ruồi họ Sciaridae. Các loài trong chi này ăn chất hữu cơ và nấm mục, và thường được tìm thấy trong các nhà kính. Ấu trùng dài đến 6 mm, có màu trắng và mềm với đầu đen và da mượt và nửa trong suốt có thẻ nhìn thấy ống tiêu hóa. Con trưởng thành nhỏ, dài 3 mm, có thân màu nâu tối, đầu nhỏ, chân và cánh dài, trông giống con muỗi.

## Các loài
- Sciara flavimana Zetterstedt, 1851
- Sciara flavomarginata Mohrig & Mamaev, 1982
- Sciara hemerobioides (Scopoli, 1763)
- Sciara humeralis Zetterstedt, 1851
- Sciara lackschewitzi (Lengersdorf, 1934)
- Sciara ruficauda Meigen, 1818
- Sciara ulrichi Menzel & Mohrig, 1998

## Hình ảnh

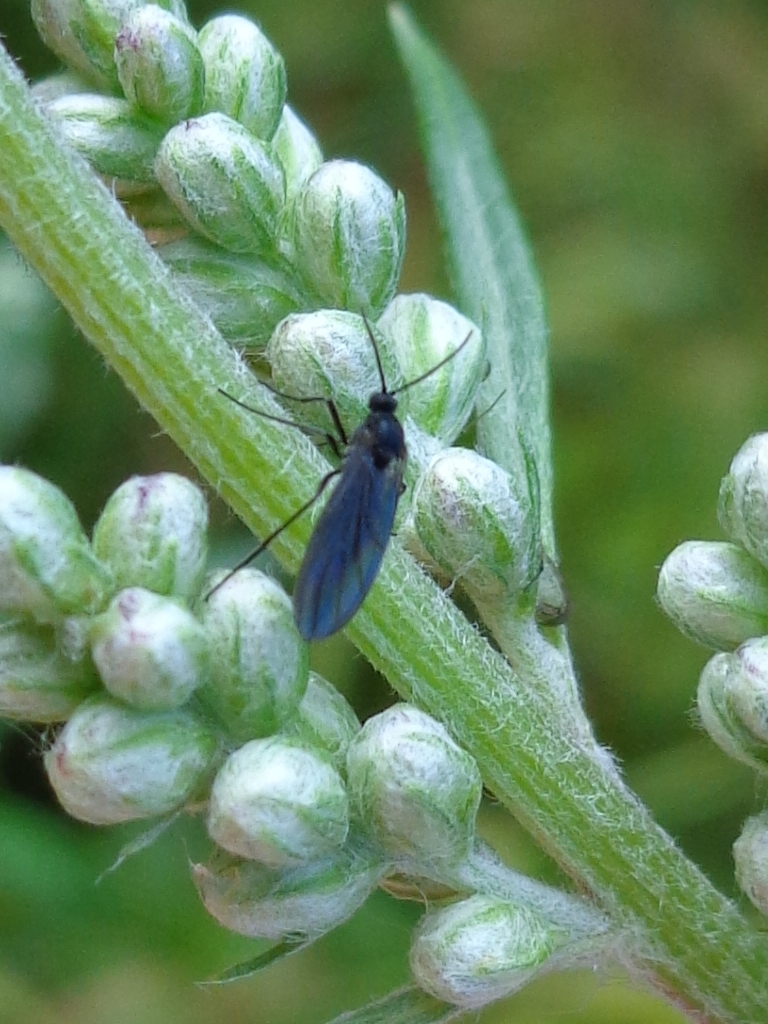
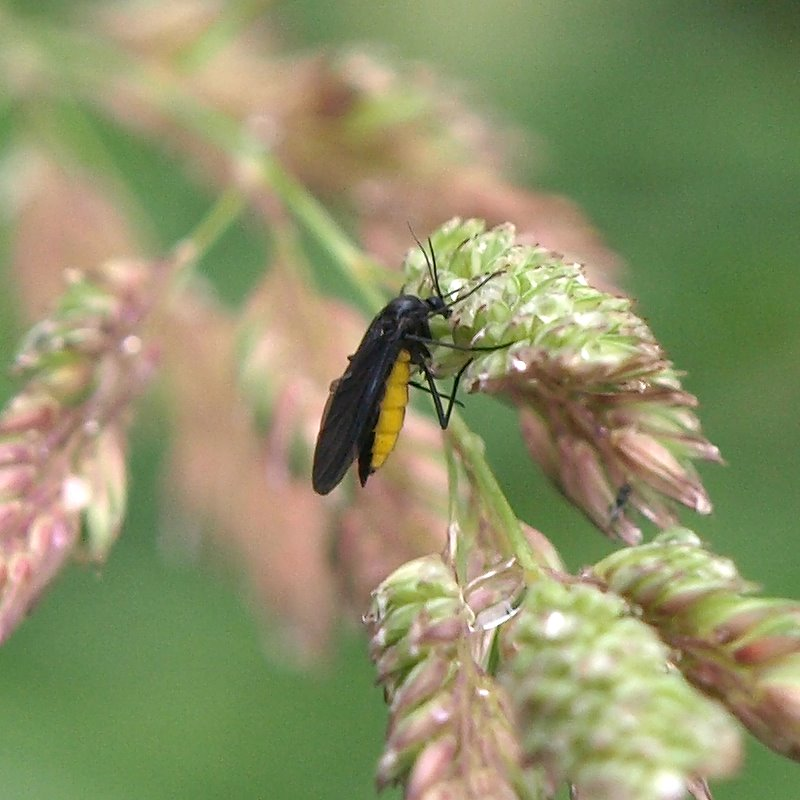
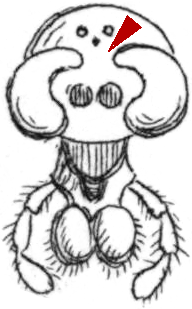
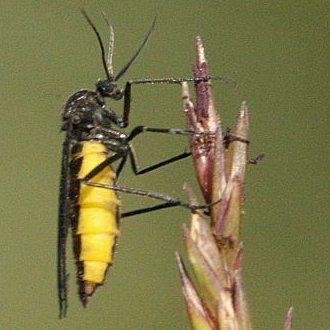